# Nicolaas Bastert

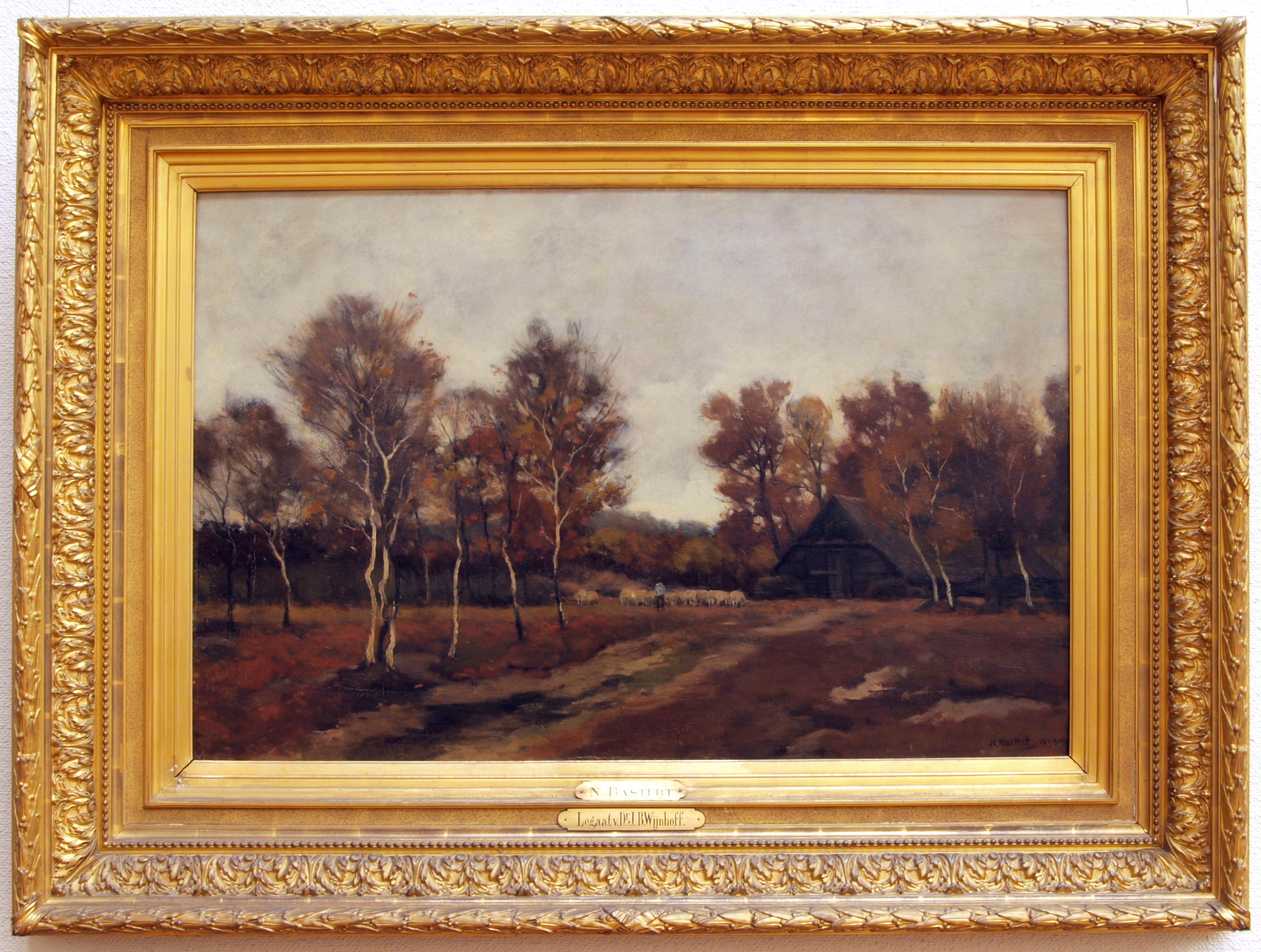
Az akol (1893, a Teylers Múzeum gyűjteményében

Nicolaas Bastert (Maarsseveen, 1854. január 7. – Loenen aan de Vecht, 1939. április 18.) holland festőművész, rajzoló. Elsősorban tájképeiről híres.

## Életútja
August Allebé, Marinus Heijl, Petrus Josephus Lutgers és Charles Verlat tanítványa volt az Amszterdami Szépművészeti Akadémián (hollandul: Rijksakademie van beeldende kunsten in Amsterdam). 1879-ben az antwerpeni Királyi Szépművészeti Akadémián (hollandul: Koninklijke Academie voor Schone Kunsten) tanult, s ugyanekkor tagja lett az amszterdami Arti et Amicitiae művészeti egyesületnek, valamint a Hollandsche Teekenmaatschappijnak. Bejárta Franciaországot is Geo Poggenbeek társaságában. 1931-ben tagja lett a festőművészeket tömörítő Szent Lukács céhnek. Tanítványai voltak többek között Constantia Arnolda Balwé, Leo Kurpershoek, Marie van Regteren Altena és Eva Emmelina Seelig.